# 中国2010年上海世界博览会爱沙尼亚馆

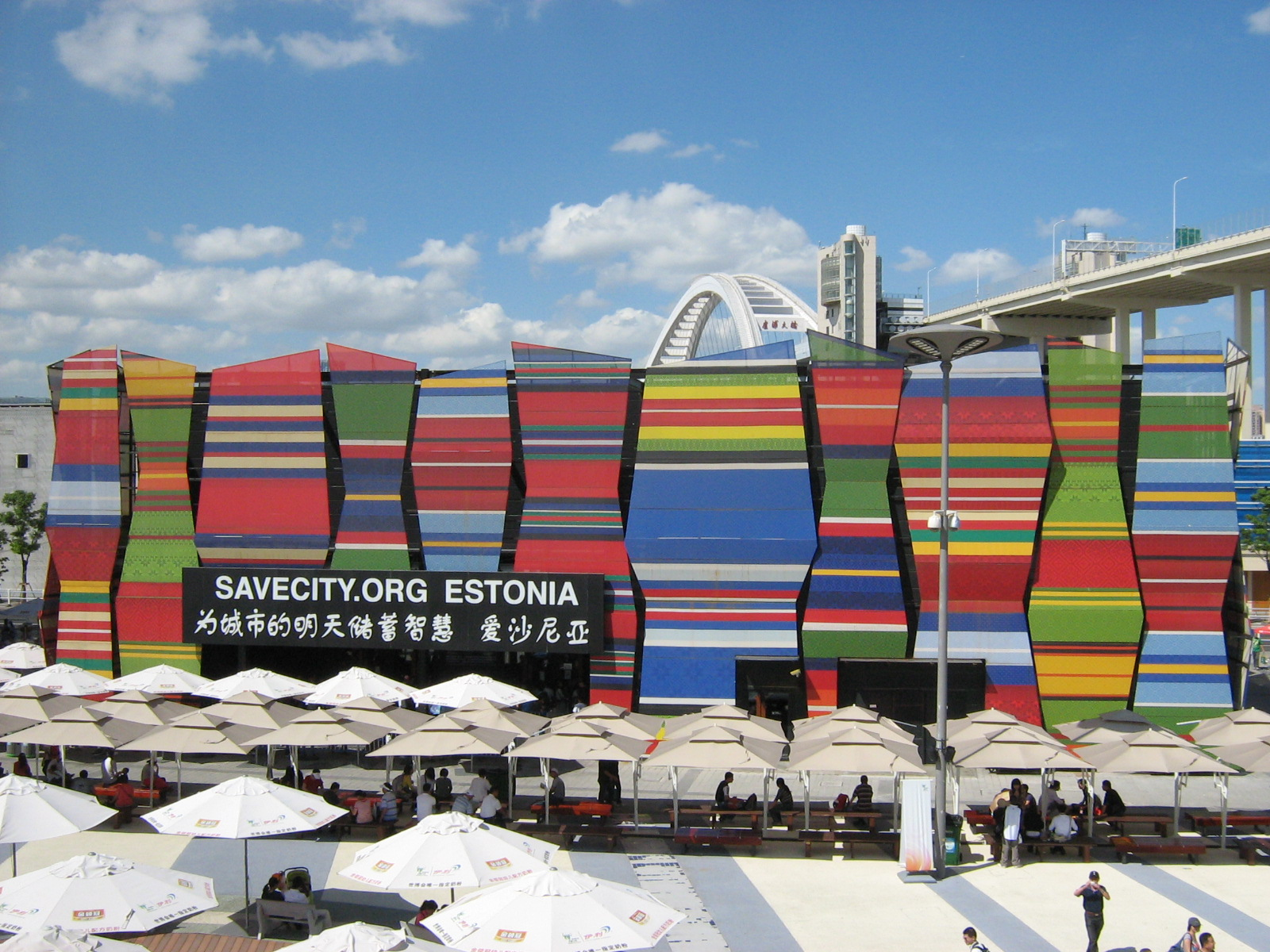
爱沙尼亚馆

中国2010年上海世界博览会爱沙尼亚馆，简称爱沙尼亚馆（英文：Estonia Pavilion at Expo 2010），是中国2010年上海世界博览会代表爱沙尼亚的展馆，位于世博园区C片区。该展馆的主题为“为城市的明天储蓄智慧”，其展馆的国家馆日为10月18日。